# Panchira
El panchira (パンチラ, «guipada de bragues») és un motiu recurrent de l'audiovisual japonés consistent a mostrar la roba interior d'un personatge femení sense cap de motivació aparent més que la purament còmica o eròtica: és, per tant, un tipus de fan service
opost al concepte clàssic d'anasirma (del grec antic ἀνάσυρμα) i al contemporani de panty shot («foto en bragues»), ja que sovint la visibilitat de les calcetes és momentània, involuntària i visible només per a l'espectador, que és l'únic receptor de la imatge; de fet, si en l'argument de l'obra en què hi ha una instància de panchira la víctima o els testimonis són conscients de la descoberta, s'avergonyixen pel fet; no en canvi si es tracta d'una obra del gènere hentai, en el qual esdevé una parafília sovint emparentada amb l'omorashi.
Historiadors com Inoue Shōichi identifiquen Marilyn Monroe com a precursora del panchira: l'escena icònica de la pel·lícula The Seven Year Itch (1955) en la qual un corrent subterrani fa voleiar les faldes de l'actriu fon molt popular al Japó de l'època, alhora que l'aparició de la minifalda facilità esta classe de voyeurisme: d'ençà, a les estacions de tren japoneses hi ha cartells que alerten les dones de la possibilitat de ser gravades per càmeres ocultes.
Quant a l'origen del terme panchira —un mot creuat del manllevat de l'anglés panty (パンティ, panthii) i chirari (チラリ, guipar), segons el mateix Shōichi fon l'actriu Mitsuyo Asaka, que popularitzà els espectacles de chirarisme (チラリズム, chirarizumu) en els quals s'aüssava el quimono per a ensenyar les cames, mentre els espectadors esperaven vore l'entrecuix.

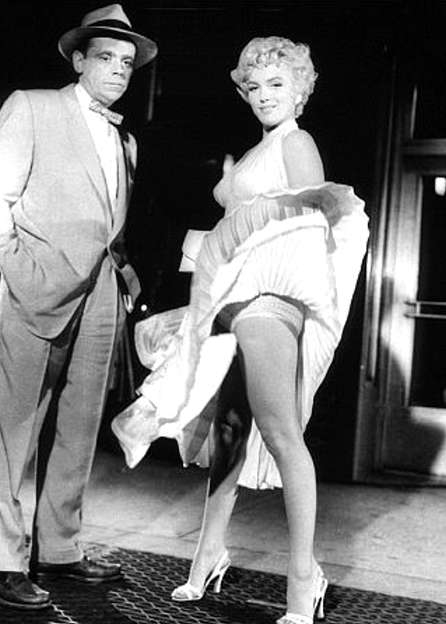
The Seven Year Itch
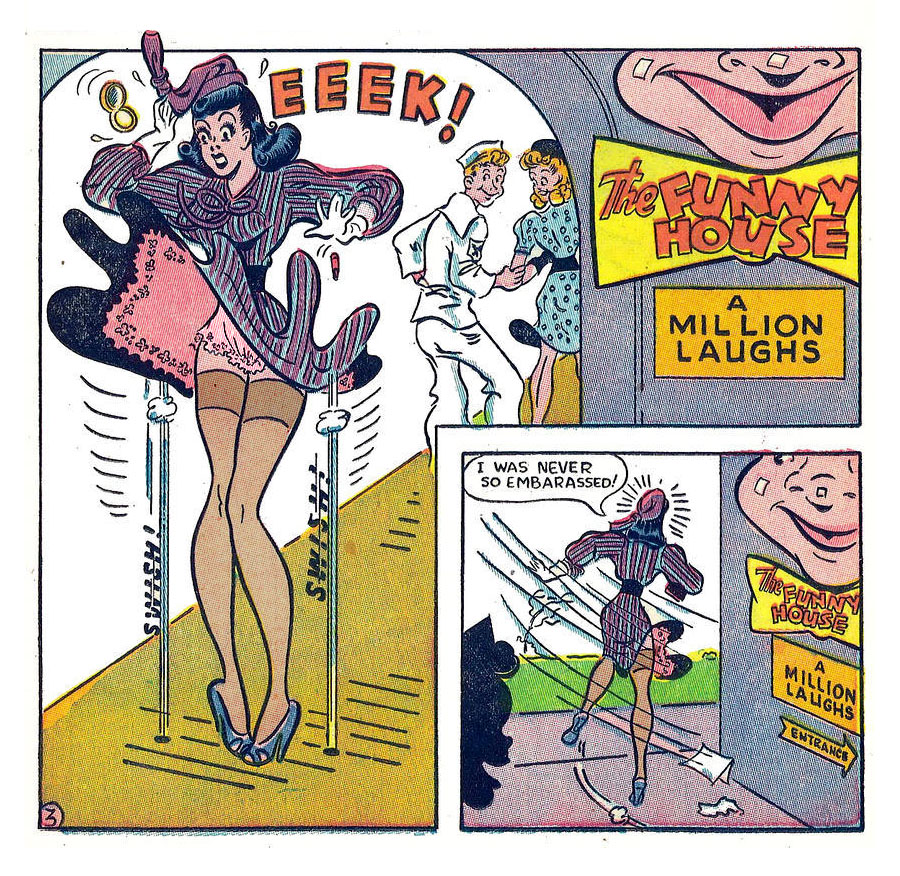
precedent del 1947
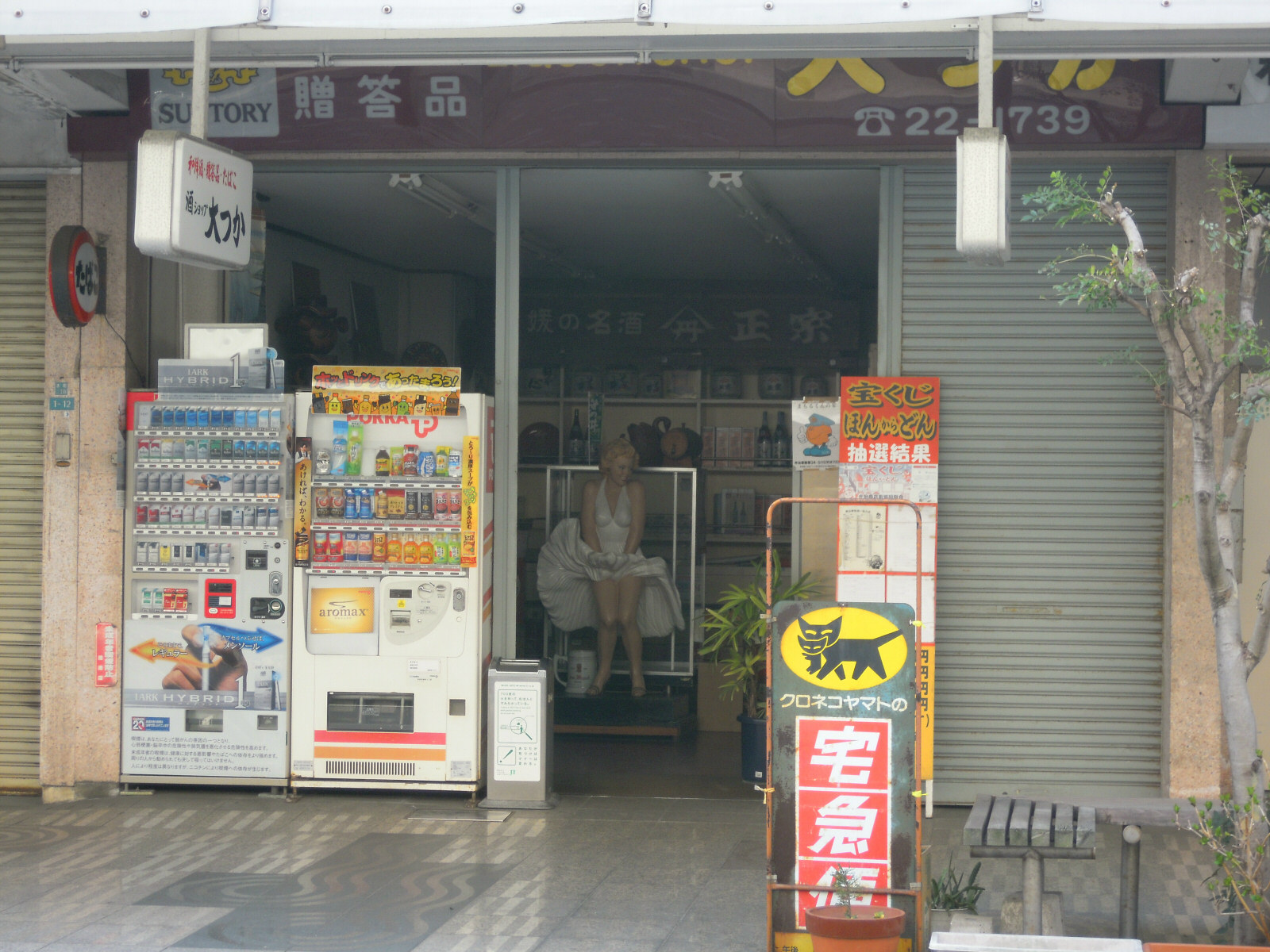
Marilyn als Japons
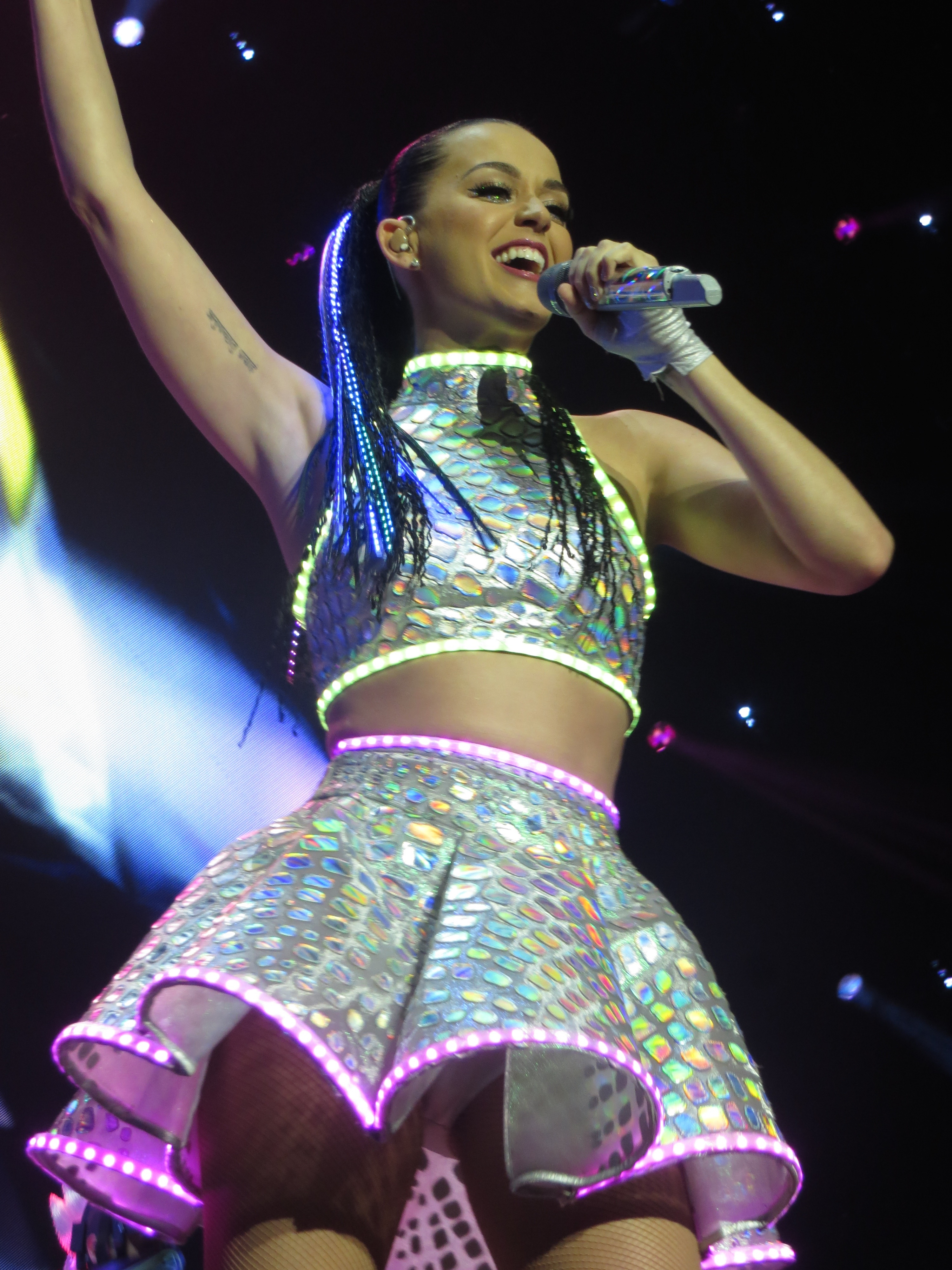
Katy Perry, 2014

El 2015, la galeria d'art toquiota Photons Art Gallery anuncià una exposició fotogràfica sobre el tema intitulada Panchira 2015, organitzada per dos cosplayers, que buscava defugir el vessant pervertit del concepte.
No debades, com a recurs gratuït que no aporta res a la narració que no siga sobrer, l'abús del panchira com a fan service en l'anime o el manga —d'on sorgí com a leitmotiv— ha donat lloc a dos conceptes paral·lels: la «falda de ferro» (鉄壁スカート, teppeki skirt), un plànol contrapicat de les faldes en el qual, a diferència del panchira, no s'albira res de l'entrecuix; i el «no portar-ne» (はいてない, haitenai), referit a l'aparent absència de roba interior en un clar panchira en què s'hauria de vore.